# Produce 101 Mùa 1
Produce 101 (tiếng Hàn: 프로듀스 101; Romaja: Peurodyuseu 101, thường được viết cách điệu thành PRODUCE 101) là một chương trình truyền hình thực tế sống còn của Hàn Quốc lần đầu được phát sóng trên kênh truyền hình Mnet trong năm 2016. Đây là một dự án quy mô lớn, trong đó công chúng sẽ "đào tạo" nên một nhóm nhạc bằng cách lựa chọn từng thành viên trong số 101 thực tập sinh đến từ nhiều công ty giải trí khác nhau cũng như định hướng phong cách cho nhóm, chọn bài hát ra mắt và kể cả tên nhóm. Produce 101 là chương trình có kinh phí đầu tư lớn thứ hai của Mnet với số tiền lên tới 4 tỷ won (tương đương 3,6 triệu USD).

## Khái niệm
Produce 101 là nhóm nhạc hợp tác giữa nhiều công ty đầu tiên của Hàn Quốc (ngoại trừ hai công ty lớn đó là SM và YG), chương trình gồm 101 thực tập sinh từ các công ty giải trí kể cả trong và ngoài nước khác nhau, và 11 cô gái sẽ được lựa chọn và thành lập nên một nhóm nhạc. Nhóm sẽ phát hành và quảng bá 4 bài hát trong vòng 1 năm và cho ra mắt một album do CJ E&M phát hành, nhưng họ vẫn có thể ra mắt với nhóm nhạc mà công ty chủ quản đã lên kế hoạch sẵn. Các thành viên bắt đầu sống với nhau từ ngày 5 tháng 12 năm 2015. Họ lên sân khấu và đối đầu với nhau lần đầu tiên tại studio của CJ E&M tại Ilsan vào ngày 27 tháng 12 năm 2015.

## Quảng bá
Produce 101 được công bố lần đầu tiên trong tập 453 của M Countdown vào ngày 17 tháng 12 năm 2015. Nhóm được giới thiệu bởi Jang Keun-suk, và 98 trên 101 thí sinh phô diễn tài năng của mình qua bài hát mang phong cách EDM - "Pick me".
Bắt đầu từ ngày 18 tháng 12 năm 2015, 101 thí sinh lần lượt được công bố trên trang web chính thức, Facebook, Instagram và Naver TV Cast trong vòng bảy ngày. Từng cô gái được giới thiệu qua một bức ảnh và một video.
Ngày 21 tháng 1 năm 2016, một buổi diễn thuyết sản xuất được tổ chức tại số 63 Convention Center ở Yeouido, Seoul với MC Jang Keun-suk, cùng 5 huấn luyện viên, và 97 trên 101 thực tập sinh tham gia. Trong sự kiện, có một thông báo rằng nhóm nhạc dự án từ Produce 101 sẽ được ra mắt dưới tướng YMC Entertainment.

## Cố vấn
Về huấn luyện các cô gái, nhiều nghệ sĩ nổi tiếng đã được mời đến. Diễn viên kiêm ca sĩ Jang Keun-suk đóng vai trò như một cố vấn, trong khi đó giọng ca JeA của Brown Eyed Girls, huấn luyện viên thanh nhạc Kim Sung-eun, ca sĩ solo Kahi cùng với biên đạo nhảy Bae Yoon-jung, và rapper Cheetah sẽ đảm nhiệm vai trò huấn luyện hát, nhảy và rap. Ngoài ra, huấn luyện viên thể hình Ray Yang phụ trách việc huấn luyện hình thể cho các thí sinh.

## Thí sinh
| 101 thí sinh             | 101 thí sinh              | 101 thí sinh             | 101 thí sinh                 | 101 thí sinh                  |
| ------------------------ | ------------------------- | ------------------------ | ---------------------------- | ----------------------------- |
| Jeon So-mi (전소미)      | Kim Se-jeong (김세정)     | Choi Yoo-jung (최유정)   | Kim Chung-ha (김청하)        | Kim So-hye (김소혜)           |
| Zhou Jie-qiong (주결경)  | Jung Chae-yeon (정채연)   | Kim Do-yeon (김도연)     | Kang Mi-na (강미나)          | Lim Na-young (임나영)         |
| Yoo Yeon-jung (유연정)   | Han Hye-ri (한혜리)       | Lee Su-hyun (이수현)     | Kim Na-young (김나영)        | Kim So-hee (김소희)           |
| Yoon Chae-kyung (윤채경) | Lee Hae-in (이해인)       | Park So-yeon (박소연)    | Ki Hui-hyeon (기희현)        | Jeon So-yeon (전소연)         |
| Jung Eun-woo (정은우)    | Kang Si-ra (강시라)       | Ng Sze Kai (응 씨 카이)  | Kim Da-ni (김다니)           | Park Si-yeon (박시연)         |
| Heo Chan-mi (허찬미)     | Hwang In-sun (황인선)     | Seong Hye-min (성혜민)   | Kang Ye-bin (강예빈)         | Kim Seo-kyoung (김서경)       |
| Lee Soo-min (이수민)     | An Ye-seul (안예슬)       | Kim Hyeong-eun (김형은)  | Kim Ju-na (김주나)           | Kwon Eun-bin (권은빈)         |
| Kang Si-won (강시원)     | Yoon Seo-hyeung (윤서형)  | Park Hae-young (박해영)  | Hwang Soo-yeon (황수연)      | Kim Si-hyeon (김시현)         |
| Cho Shi-yoon (조시윤)    | Kim Min-kyoeng (김민경)   | Park Se-hee (박세희)     | Kim Min-ji (김민지)          | Kim Min-jung (김민정)         |
| Chu Ye-jin (추예진)      | Jung Hae-rim (정해림)     | Kang Kyung-won (강경원)  | Oh Seo-jung (오서정)         | Kim Tae-ha (김태하)           |
| Park Ha-yi (박하이)      | Park Ga-eul (박가을)      | Yu Su-a (유수아)         | Lee Jin-hee (이진희)         | Ariyoshi Risa (아리요시 리사) |
| Hwang A-young (황아영)   | Lim Jung-min (임정민)     | Kim Yeon-kyeong (김연경) | Lee Youn-seo (이윤서)        | Shim Chae-eun (심채은)        |
| Kang Si-hyeon (강시현)   | Kim Da-jeong (김다정)     | Ahn Yu-mi (안유미)       | Kim Si-hyeon (김시현)        | Seo Hye-lin (서혜린)          |
| Hwang Ri-yu (황리유)     | Hwang Se-young (황세영)   | Kim Ji-sung (김지성)     | Kim Su-hyun (김수현)         | Choi Eun-bin (최은빈)         |
| Park Min-ji (박민지)     | Ham Ye-ji (함예지)        | Kim Mi-so (김미소)       | Kim Woo-jung (김우정)        | Heo Sa-em (허샘)              |
| Han Ji-yeon (한지연)     | Niwa Shiori (니와 시오리) | Pyun Kang-yoon (편강윤)  | Lee Su-hyeon (이수현)        | Kim Hong-eun (김홍은)         |
| Kim Do-hee (김도희)      | Kim Seol-a (김설아)       | Oh Han-areum (오한아름)  | Kim Yun-ji (김윤지)          | Lee Seo-jeong (이서정)        |
| Kim Ja-yeon (김자연)     | Lee Chae-lin (이채린)     | Choi Yu-bin (최유빈)     | Katherine C. Lee (캐서린 리) | Shin Hye-hyeon (신혜현)       |
| Nam Su-jin (남수진)      | Kim Sol-ee (김솔이)       | Lee Se-heun (이세흔)     | Bang Joon-hee (방준희)       | Yun Yu-dam (윤유담)           |
| Kim Bo-seon (김보선)     | Moon Hyun-ju (문현주)     | Ma Eun-jin (마은진)      | Lim Hyo-sun (임효선)         | Yim Kyung-ha (임경하)         |
| Kim Ha-yun (김하윤)      |                           |                          |                              |                               |

## Tranh cãi
Tranh cãi nảy ra sau khi Ilgan Sports tiết lộ điều khoản hợp đồng giữa CJ E&M và công ty của các thực tập sinh tham gia Produce 101 cho công chúng vào ngày 16 tháng 2 năm 2016. Theo bản hợp đồng, các công ty và thực tập sinh của họ bị cấm  các hành động pháp lý chống lại các chỉnh sửa trong khâu sản xuất và tiết lộ thông tin chưa được công bố chính thức. Trong khi công ty được hưởng phí âm nhạc, các thực tập sinh sẽ không được nhận tiền công tham gia chương trình và CJ E&M sẽ được hưởng một nửa lợi nhuận thu về từ chương trình Produce 101, các công ty và các thành viên sản xuất được nhận phần còn lại.
Sau đó một chi nhánh công ty cho biết "Thật đáng tiếc khi mà điều khoản hợp đồng lại bị lộ" và nhấn mạnh rằng điều khoản đó trong hợp đồng là "rất phổ biến" và "được tạo ra nhằm bảo vệ quyền chỉnh sửa của nhà sản xuất và ngăn chặn sự rò rỉ thông tin của chương trình."

## Xếp hạng
Top 11 thí sinh được chọn ra qua bình chọn trực tuyến tại trang chủ của Produce 101 và lượt bình chọn trực tiếp của khán giả, được công bố vào cuối mỗi tập. Bảng xếp hạng này sẽ quyết định 11 thực tập sinh được chọn ra để thành lập nên nhóm nhạc.
Trong giai đoạn bình chọn thứ nhất và thứ hai, khán giả được phép chọn 11 thí sinh mỗi lượt bình chọn, nhưng từ giai đoạn bình chọn thứ ba trở đi, thể lệ bình chọn được thay đổi, mỗi lượt bình chọn chỉ được chọn một thí sinh.

### Giai đoạn bình chọn thứ nhất
| #  | Tập 1 (Bình chọn trực tuyến) | Tập 2 (Bình chọn trực tuyến) | Tập 3 (Bình chọn trực tuyến) | Tập 4 (Bình chọn trực tiếp) | Tập 4 (Bình chọn trực tiếp) | Tập 5 (Tổng lượt bình chọn) | Tập 5 (Tổng lượt bình chọn) |
| #  | Tập 1 (Bình chọn trực tuyến) | Tập 2 (Bình chọn trực tuyến) | Tập 3 (Bình chọn trực tuyến) | Tên                         | Lượt bình chọn              | Tên                         | Lượt bình chọn              |
| -- | ---------------------------- | ---------------------------- | ---------------------------- | --------------------------- | --------------------------- | --------------------------- | --------------------------- |
| 1  | Jeon So-mi                   | Jeon So-mi                   | Jeon So-mi                   | Kim Se-jeong                | 1,204                       | Kim Se-jeong                | 559,694                     |
| 2  | Kim Se-jeong                 | Kim Se-jeong                 | Kim Se-jeong                 | Hwang Soo-yeon              | 1,180                       | Jeon So-mi                  | 528,772                     |
| 3  | Zhou Jieqiong                | Kang Mi-na                   | Kang Mi-na                   | Im Na-young                 | 1,160                       | Choi Yoo-jung               | 392,773                     |
| 4  | Jung Chae-yeon               | Zhou Jieqiong                | Kim Danielle                 | Kim Ju-na                   | 1,137                       | Zhou Jieqiong               | 387,537                     |
| 5  | Jung Eun-woo                 | Kim Na-young                 | Ki Hee-hyeon                 | Kim Do-yeon                 | 1,125                       | Kang Mi-na                  | 376,977                     |
| 6  | Ki Hee-hyeon                 | Kim Danielle                 | Zhou Jieqiong                | Jeon Somi                   | 1,118                       | Ki Hee-hyeon                | 294,540                     |
| 7  | Kim Danielle                 | Heo Chan-mi                  | Kim Na-young                 | Kim Min-kyeong              | 1,117                       | Kim Danielle                | 273,930                     |
| 8  | Kang Mi-na                   | Jung Chae-yeon               | Choi Yoo-jung                | Kang Yae-bin                | 1,100                       | Jung Chae-yeon              | 251,469                     |
| 9  | Kim Na-young                 | Ki Hee-hyeon                 | Heo Chan-mi                  | Park Si-yeon                | 1,097                       | Kim Na-young                | 250,552                     |
| 10 | Kwon Eun-bean                | Kwon Eun-bean                | Jung Chae-yeon               | Kim Si-hyeon                | 1,088                       | Jeon So-yeon                | 230,395                     |
| 11 | Choi Yoo-jung                | Jeon So-yeon                 | Jeon So-yeon                 | Park Min-ji                 | 1,087                       | Kim So-hye                  | 227,670                     |

Chú thích
- Bảng xếp hạng của tập 5 là kết quả của việc cộng lượt bình chọn trực tuyến và lượt bình chọn trực tiếp ở tập trước.

### Giai đoạn bình chọn thứ hai và thứ ba
| #  | Vòng thứ hai                 | Vòng thứ hai                | Vòng thứ hai                | Vòng thứ ba                  | Vòng thứ ba                  |
| #  | Tập 6 (Bình chọn trực tuyến) | Tập 8 (Tổng lượt bình chọn) | Tập 8 (Tổng lượt bình chọn) | Tập 10 (Tổng lượt bình chọn) | Tập 10 (Tổng lượt bình chọn) |
| #  | Tập 6 (Bình chọn trực tuyến) | Tên                         | Lượt bình chọn              | Tên                          | Lượt bình chọn               |
| -- | ---------------------------- | --------------------------- | --------------------------- | ---------------------------- | ---------------------------- |
| 1  | Kim Se-jeong                 | Kim Se-jeong                | 1,473,685                   | Jeon So-mi                   | 380,783                      |
| 2  | Choi Yoo-jung                | Choi Yoo-jung               | 1,286,447                   | Kim Se-jeong                 | 131,612                      |
| 3  | Kang Mi-na                   | Kang Mi-na                  | 1,212,720                   | Choi Yoo-jung                | 128,004                      |
| 4  | Jeon So-mi                   | Jeon So-mi                  | 1,201,490                   | Kim So-hye                   | 94,189                       |
| 5  | Kim Na-young                 | Kim Na-young                | 931,084                     | Kim Chung-ha                 | 89,323                       |
| 6  | Zhou Jieqiong                | Zhou Jieqiong               | 885,556                     | Kim So-hee                   | 54,538                       |
| 7  | Kim So-hye                   | Kim Do-yeon                 | 841,749                     | Yun Chae-kyoung              | 53,255                       |
| 8  | Kim Do-yeon                  | Kim So-hye                  | 833,101                     | Han Hye-ri                   | 49,379                       |
| 9  | Yoo Yeon-jung                | Jung Chae-yeon              | 696,808                     | Lim Na-young                 | 48,110                       |
| 10 | Jung Chae-yeon               | Yoo Yeon-jung               | 684,660                     | Yoo Yeon-jung                | 45,985                       |
| 11 | Lim Na-young                 | Lim Na-young                | 665,898                     | Kim Do-yeon                  | 44,873                       |

Chú thích
- Bảng xếp hạng của tập 7 và tập 9 không được công bố vì vòng loại thí sinh thứ hai và thứ ba.

### Kết quả
Trong đêm chung kết vào ngày 1 tháng 4 năm 2016, MC Jang Keun-suk thông báo tên chính thức của nhóm sẽ là I.O.I (tiếng Hàn: 아이오아이; Romaja: Aioai).
| Tập 11 (Tổng lượt bình chọn) | Tập 11 (Tổng lượt bình chọn) | Tập 11 (Tổng lượt bình chọn) | Tập 11 (Tổng lượt bình chọn) |
| #                            | Tên                          | Lượt bình chọn               | Công ty                      |
| ---------------------------- | ---------------------------- | ---------------------------- | ---------------------------- |
| 1                            | Jeon So-mi                   | 858,333                      | JYP Entertainment            |
| 2                            | Kim Se-jeong                 | 525,352                      | Jellyfish Entertainment      |
| 3                            | Choi Yoo-jung                | 438,778                      | Fantagio                     |
| 4                            | Kim Chung-ha                 | 403,633                      | MNH Entertainment            |
| 5                            | Kim So-hye                   | 229,732                      | RedLine Entertainment        |
| 6                            | Zhou Jieqiong                | 218,338                      | Pledis Entertainment         |
| 7                            | Jung Chae-yeon               | 215,338                      | MBK Entertainment            |
| 8                            | Kim Do-yeon                  | 200,069                      | Fantagio                     |
| 9                            | Kang Mi-na                   | 173,762                      | Jellyfish Entertainment      |
| 10                           | Im Na-young                  | 138,726                      | Pledis Entertainment         |
| 11                           | Yoo Yeon-jung                | 136,780                      | Starship Entertainment       |

## Danh sách đĩa nhạc
| Năm  | Tên                                    | Thứ hạng cao nhất | Doanh số       | Album                         |
| Năm  | Tên                                    | KOR               | Doanh số       | Album                         |
| ---- | -------------------------------------- | ----------------- | -------------- | ----------------------------- |
| 2015 | "Pick Me"                              | 9                 | - HQ: 767,005+ | Đĩa đơn không nằm trong album |
| 2016 | "24 Hours" (bởi Make Some Noise)       | 44                | - HQ: 159,877+ | 35 Girls 5 Concepts           |
| 2016 | "Fingertips" (bởi Pinkrush)            | 21                | - HQ: 377,575+ | 35 Girls 5 Concepts           |
| 2016 | "Don't Matter" (bởi Hualyeogangsan)    | 30                | - HQ: 215,899+ | 35 Girls 5 Concepts           |
| 2016 | "Yum-Yum" (bởi 7 go up)                | 14                | - HQ: 537,951+ | 35 Girls 5 Concepts           |
| 2016 | "In the Same Place" (bởi Girls on Top) | 8                 | - HQ: 654,911+ | 35 Girls 5 Concepts           |

## Tỉ lệ người xem
Từ khi bắt đầu lên sóng, tỉ lệ người xem của Produce 101 bắt đầu tăng dần.
| Tập            | Ngày phát sóng      | Tỉ suất người xem trung bình | Tỉ suất người xem trung bình | Tỉ suất người xem trung bình | Tỉ suất người xem trung bình |
| Tập            | Ngày phát sóng      | AGB Nielsen                  | AGB Nielsen                  | TNmS                         |                              |
| Tập            | Ngày phát sóng      | Cả nước                      | Vùng thủ đô Seoul            | Cả nước                      |                              |
| -------------- | ------------------- | ---------------------------- | ---------------------------- | ---------------------------- | ---------------------------- |
| 1              | 22 tháng 1 năm 2016 | 1.04%                        | —                            | 0.50%                        |                              |
| 2              | 29 tháng 1 năm 2016 | 1.56%                        | —                            | 1.10%                        |                              |
| 3              | 5 tháng 2 năm 2016  | 1.78%                        | —                            | 1.50%                        |                              |
| 4              | 12 tháng 2 năm 2016 | 3.31%                        | 2.75%                        | 3.00%                        |                              |
| 5              | 19 tháng 2 năm 2016 | 3.48%                        | 3.36%                        | 3.60%                        |                              |
| 6              | 26 tháng 2 năm 2016 | 3.41%                        | 3.12%                        | 3.60%                        |                              |
| 7              | 4 tháng 3 năm 2016  | 3.78%                        | 4.03%                        | 3.40%                        |                              |
| 8              | 11 tháng 3 năm 2016 | 3.66%                        | 4.78%                        | 3.00%                        |                              |
| 9              | 18 tháng 3 năm 2016 | 2.98%                        | 3.17%                        | 3.10%                        |                              |
| 10             | 25 tháng 3 năm 2016 | 3.69%                        | 4.77%                        | 4.10%                        |                              |
| 11 (Chung kết) | 1 tháng 4 năm 2016  | 4.38%                        | 4.94%                        | 3.70%                        |                              |
| Trung bình     | Trung bình          | 3.01%                        | —                            | 2.70%                        |                              |

Chú thích
- Xanh- Tỉ lệ người xem thấp nhất
- Đỏ- Tỉ lệ người xem cao nhất

## Phát sóng quốc tế
- Tại Nhật Bản, tập đầu tiên của Produce 101 được lên sóng vào ngày 3 tháng 4 năm 2016 trên kênh truyền hình Mnet Japan, những tập tiếp theo được phát sóng trong suốt 11 tuần sau đó vào mỗi thứ Sáu hàng tuần bắt đầu từ ngày 8 tháng 4.[45]
- Tại khu vực châu Á và Bắc Mỹ, tập đầu tiên của Produce 101 được lên sóng vào ngày 3 tháng 4 năm 2016 trên kênh truyền hình Channel M, những tập tiếp theo được phát sóng trong suốt 11 tuần sau đó vào mỗi thứ Tư hàng tuần bắt đầu từ ngày 11 tháng 5.[46]